# Shirō Sano
Shirō Sano (佐野 史郎 Sano Shirō?, nacido 4 de marzo de 1955) es un actor japonés. 

## Carrera
Nacido en la prefectura de Yamanashi, Sano vivió en Tokio y Matsue, Shimane cuando era niño, antes de regresar a Tokio para ingresar a la escuela de arte. Se unió a varias compañías teatrales, incluyendo Jōkyō Gekijō de Jurō Kara. Tuvo su primer papel protagónico en una película en Yumemiru yōni nemuritai de Kaizō Hayashii de 1986, pero ganó fama por interpretar al personaje Fuyuhiko en el drama televisivo Zutto Anata ga Suki datta en 1992. Dirigió su primera película, Karaoke, en 1999.

## Filmografía

### Películas
- Yumemiru yōni nemuritai (1986)
- Tokyo: The Last Megalopolis (1988)
- Tomorrow (1988)
- Violent Cop (1989)
- Mainichi ga natsuyasumi (1994)
- Sharaku (1995)
- Karaoke (1999) (como director)
- Godzilla 2000: Millennium (1999)
- Shurayuki-hime (2001)
- Godzilla, Mothra, King Ghidorah: Daikaijū Sōkōgeki (2001)
- Shangri-La (2002)
- Infection (2004) - Dr. Kiyoshi Akai[4]
- Godzilla: Final Wars (2004)
- El sol (2005)
- La Gran Guerra Yokai (2005)
- Persona (2008)
- Railways 49-sai de Densha no Untenshi ni Natta Otoko no Monogatari (2010)
- Kaizoku Sentai Gokaiger vs. Space Sheriff Gavan: The Movie (2012) - Jefe de policía espacial Weeval (Actor) / Alcaide de la prisión de Makuu Ashurada (Voz)
- Itai: Asu e no Tōkakan (2012)
- Kamen Rider Heisei Generations: Dr. Pac-Man vs. Ex-Aid & Ghost with Legend Rider (2016) - Michihiko Zaizen (Actor) / Dr. Pac-Man (Voz) / Genomas (Voz)
- Nariyuki na Tamashii (2017) - Tadao Tsuge
- Parks (2017) - Profesor Inoue
- Roupeiro no Yūutsu (2018)
- Tonari no Kaibutsu-kun (2018)
- We Are Little Zombies (2019)

### Televisión
- Zutto Anata ga Suki datta (1992)
- Hana no Ran (1994)
- Platonic Sex (2001) - Ishikawa[5]
- Vanpaia Hosuto (2004)
- Water Boys 2 (2004)
- Ultraman Max (2005) - Narrador
- Kuitan 2 (2007)
- Saka no Ue no Kumo (2009–2011)
- Deka Wanko (2011)
- Shizumanu Taiyō (2016)
- Onna jōshu Naotora (2017) - Sessai Choro
- Harugakita (2017)
- Ishitsubute (2017)
- Segodon (2018) - Ii Naosuke
- Genkai Danchi (2018) - Seiji Terauchi

### Anime
- GeGeGe no Kitarō (4) (1996) - Vampire Elite (ep. 57)